# Státní archiv Černé Hory
Státní archiv Černé Hory (srbsky Državni arhiv Crne Gore, zkr. DACG) je národní archivní instituce pro Černou Horu. Sídlí v historickém hlavním městě Cetinji, nikoliv v hlavním městě Podgorici. Archiv byl založen v roce 1951, nicméně dějiny archivnictví v dané zemi sahají až do konce 19. století. Ředitelem archivu je Danilo Mrvaljević. Adresa instituce je Novice Cerovića 2.
Archiv má dvě pobočky: v hlavním městě Podgorici a v Budvě. V Cetinji se kromě sídla archivu nachází také ústřední depozitář archivu. Některé prostory využívá archiv i ve městě Pljevlja.
Prvními organizacemi, které na území současné Černé Hory produkovaly písemnosti, které podléhaly archivaci, byly původem od pravoslavné církve. Jednalo se především o metropolii černohorskou. Ta schraňovala matriční knihy. Dalším klíčovým dokumentem je originál sčítání lidu z roku 1879 pro černohorské knížectví. Písemnosti z přímoří byly umístěny v archivu v Benátkách. Vlastní archiv v moderní podobě ale vznikl až po druhé světové válce v souvislosti s rozvojem republikových a potom i oblastních institucí. Jako archivní jednotka byl ustanoven roku 1948 a samostatnost získal o tři roky později.
Archiv pořádá mimo jiné různé akce, výstavy a sympozia. Jednou z akcí je např. Týden archivů.